# Plastir (revue)
Pour les articles homonymes, voir Plastir (homonymie).
Plastir, sous-titrée « Revue Transdisciplinaire de Plasticité Humaine »,, est une revue transdisciplinaire française à visée européenne et internationale. Elle est publiée par l’association Plasticités Sciences Arts (PSA) qui mène depuis 1994 des activités de recherche transdisciplinaires expérimentales et culturelles dans le champ des arts, des sciences et des humanités autour de la valeur centrale du concept de Plasticité.

## Origine
Plastir est une revue trimestrielle bilingue fondée en 2005 par Marc-Williams Debono, chercheur, poète et essayiste français. Située à la croisée entre les arts, les sciences et les humanités, elle offre un nouveau regard sur la plasticité humaine décrite dans le De dignitate hominis oratio de Pic de la Mirandole en s’attachant à décliner peu à peu un fonds de recherche unique sur le concept épistémologique de plasticité. Référencée dans de nombreuses universités et centres de recherche internationaux en sciences fondamentales, sciences humaines et en art, elle est considérée à ce jour comme une revue transdisciplinaire francophone de référence par les acteurs majeurs de ces courants de recherche.
Comme cela est indiqué en exergue de la revue, l’origine de son nom est issue du verbe plastir, usité dans la langue française du XIXe siècle et attesté dès 1180 dans des dictionnaires de l’ancien français comme celui d’Algirdas & de Godefroy. Il prend sa source comme l’adjectif latin plasticus dans la Grèce antique. Signifiant modeler, façonner, épouser la forme ou la donner, le verbe plastir est en effet dérivé du grec ancien πλάσσεινou plássein (« mouler, former ») dont est également issu le terme plasma (prendre la forme). Cette dynamique liée à la forme a été choisie comme symbole de l’action des néo-plasticiens au sens large du terme. Les différents attributs de la plasticité décrits par de nombreux philosophes ou biologistes dont Platon, Goethe, Leibniz, More, Cudworth, Waddington, Harvey (en) ou Piaget en lien avec la plasticité cognitive et/ou plasticité épigénétique, Hegel, Heidegger, D’Arcy Thomson, et pour les contemporains Malabou et Debono démontrent son universalité et son caractère ubiquitaire (passif/dynamique, flagrant/substitué, formant/formé..) à même d’être dépassé. Ils confèrent à ceux qui adoptent une attitude plastique face au déroulement du monde, non pas une fonction assignée à une catégorie (artistique, chirurgienne, ingénieure, humaniste, philosophe..), mais un véritable positionnement épistémique.

## Mission
Faisant le constat que l’emploi tous azimuts du terme de plasticité renvoie à un vide épistémologique, l’objectif de la revue est de se tourner vers un paradigme de la plasticité totalement repensé, non focalisé sur sa valeur esthétique ou fonctionnelle, mais mettant en exergue une dynamique originelle. Dynamique motrice, actante, ne se contentant pas de subir la forme, mais participant à la genèse de l’œuvre, s’adressant à l’intelligibilité du monde, déclinant enfin le mythe d’Épiméthée ou la plasticité humaine. La mission de la revue Plastir est outre d’être un organe de diffusion original sur cet item, de constituer un fonds de recherche autour du concept épistémique de plasticité et d’adopter une politique éditoriale favorisant la non fragmentation des savoirs. Sont ainsi régulièrement abordés les champs croisés des arts et des sciences, de la philosophie, de la psychologie expérimentale, des langages et des littératures, de l’épistémologie, de l’éthique, des sciences cognitives, de l’anthropologie et des trames sociohistoriques. L’ambition que s’est donnée la revue est de montrer la validité et l’actualité du concept épistémologique de plasticité. Ce concept part d’un observable - la plasticité - en tant que propriété fondamentale de la matière-forme et décrit un processus dynamique regardant la plasticité du monde qui nous entoure. Détaché de toute école de pensée, il souhaite dépasser les métaphores, les effets de mode et le caractère purement fonctionnel (plasticité des matériaux, de la fonction...), philosophique ou esthétique (arts plastiques) généralement assigné à la plasticité, pour se concentrer sur sa valeur intrinsèque et universelle (plasticité cosmique - courbure espace-temps -, plasticité des systèmes vivants et des écosystèmes, plasticité des mémoires et des corps, neuroplasticité, plasticité des écritures, de l’art brut et des mythes, plasticité du sujet et de la relation...).

## Objectifs éditoriaux
Plastir demande à ses auteurs de dépasser leurs propres cadres de référence, autrement dit de traverser et d’aller au-delà des disciplines et des frontières. Elle s’adresse à un public large et soucieux d’échanges transdisciplinaires sur les principaux axes de la connaissance et de la nature humaine. Les auteurs de la revue, chercheurs, enseignants, artistes, écrivains de tous les pays participent à la mise en pratique et à la diffusion de ce nouvel état d’esprit plastique par l’éclairage singulier, mais toujours tourné vers l’altérité, la traversée, la confrontation et le dépassement. Cette stratégie est menée dans le but de révéler le caractère fondateur et non purement systémique ou émergent de la plasticité, son ubiquité détectée dès Aristote, son universalité, ce qu’elle regarde, la forme et la matière en première intention, puis l’architecture du vivant et de la conscience humaine. À un niveau plus macroscopique, elle éclaire l’anamorphose signifié-signifiant formée par la métaplasticité de l’objet ou du sujet incarnés dans le monde.

## Édition
La revue Plastir est éditée par PSA Éditeur. Outre sa publication trimestrielle en libre accès au format numérique sur le site internet de l’éditeur, la revue Plastir publie des hors-série numériques ou papier, ainsi que des ouvrages de ses auteurs aux éditions PlasticitéS. Contrairement à de nombreuses revues, Plastir n’a pas de thématique imposée dans ses numéros trimestriels en dehors des hors-série, mais elle fait appel au croisement des disciplines et la prise en compte du concept de plasticité. La revue électronique comprend pour chaque numéro un édito présentant les auteurs, leurs approches et des résumés de leurs articles en français et en anglais. Une minorité d’articles sont diffusés en anglais. Elle compte environ 165 auteurs et 64 numéros (256 articles en mars 2002) dont le sommaire est consultable sur le site internet de PSA.

## Comité éditorial
Plastir a un comité de lecture et un comité scientifique. C’est le directeur qui opère les choix stratégiques, rédige l’édito de chaque numéro et assure la publication en ligne de la revue. Le mode opératoire de la revue est le parrainage pour ce qui concerne les auteurs de référence dans un domaine donné. Le rôle du comité scientifique, actuellement composé d’Edgar Morin, de Joseph Brenner, de Jean-Pierre Luminet et d’Edwige Armand (en ont fait partie feu Michel Cazenave, Jean-Jacques Werner, Ubiratàn D’Ambrosio et Salomon Marcus), est à la fois honorifique et de conseil. Ses membres peuvent être amenés à intervenir en tant qu’experts dont l’avis entraîne l’acceptation ou le refus des manuscrits dont le contenu est jugé insuffisant. Le comité de lecture constitué du bureau de PSA (Anne Dambricourt Malassé, Frédéric Rossille, Ezio Insinna et Marc-Williams Debono) a force de proposition en cas de réception d’articles tout-venant ou non parrainés par la direction dont le contenu est jugé inadéquat ou insuffisant au regard des critères éditoriaux de la revue.

## Auteurs
La revue Plastir intègre des auteurs de renom parmi lesquels Edgar Morin, Jean-Pierre Luminet, Michel Cazenave, Catherine Dolto, Hubert Reeves, Pierre Karli, Philippe Quéau, Michel Maffesoli, Basarab Nicolescu, Henri Atlan, Georges Chapouthier, Juli Minoves Triquell ou Ervin Làszlò et de nombreux articles originaux de doctorants, post-doctorants et d’auteurs réguliers à découvrir sur l’ensemble de la plage transdisciplinaire couverte par la revue (cf. index des auteurs sur le site de PSA hébergeant la revue).